# Hyposmocoma centralis
Hyposmocoma centralis (лат.) — вид роскошных молей эндемичного гавайского рода Hyposmocoma.

## Описание
Относительно крупные бабочки размахом крыльев до 27 мм. Щупики бурые. Голова и грудь тускло-белые. На груди имеются бурые чешуйки. Передние крылья тускло-белые. Вдоль жилок расположены мелкие штрихи и точки с рыжевато-пепельными чешуйками. От основания до вершины крыла проходит темно-рыжевато-пепельная бурая полоса. Под дискальной ячейкой крыла имеется бурое складчатое пятно. Задние крылья, ноги и брюшко сероватые. На задних голенях имеются длинные беловато-пепельные волоски.

## Распространение
Встречается на острове Кауаи в регионе административного центра острова Лихуэ.